# بد زاربرون
بد زاربرون (به آلمانی: Bad Sauerbrunn) یک منطقهٔ مسکونی در اتریش است که در ناحیه ماترسبورگ واقع شده‌است. بد زاربرون ۱٬۹۵۴ نفر جمعیت دارد.